# Motor Douvrin
El motor Douvrin es el resultado de una colaboración lanzada en 1969 por Renault y Peugeot (que aún no se ha convertido en el Groupe PSA) para racionalizar sus inversiones en el campo de los motores. De hecho, los dos fabricantes enfrentan las mismas necesidades al mismo tiempo para sus futuros sedanes grandes. Como resultado, se inició el estudio de tres variantes: en la parte superior de la gama, el famoso "V6 PRV" (que sería utilizado además por Volvo), y en el nivel de entrada el moderno motor "4 cilindros X" que equiparía, entre otros, el Peugeot 104 y el Renault 14. La producción se confió a una subsidiaria creada expresamente para la ocasión, la Societé Française de Mécanique, localizada en Douvrin (de ahí su nombre).
En julio de 1977, se presentó a la prensa en su versión de gasolina con carburador de doble barril. Diseñado por el ingeniero Jean-Jacques His (padre de motores de Fórmula 1 en Renault y luego Ferrari), es un moderno 4 cilindros en línea para la época con cilindros con camisa, bloque de aluminio refrigerado por agua, cigüeñal de 5 apoyos, culata de aluminio con válvulas superiores y árbol de levas en cabeza impulsado por una correa dentada dentada. Gira en sentido horario (lado de distribución). También se planea una versión diésel (la primera de Renault para sus turismos).
La prensa inmediatamente calificó este motor como un gran éxito. Con sus 1.995 cc de desplazamiento (88 x 82), sus 110 CV a 5.500 rpm y sus 166 Nm a 3.000 rpm, ofrece placer de conducción y sobriedad. Equipando inicialmente al Renault 20 TS, y luego en el Renault 18, Fuego, Espace y 25, esta versión durará sin ninguna modificación notable (aparte de algunos ajustes de carburación impuestos por la descontaminación que redujo la potencia a 103 hp) hasta 1992 y la adopción obligatoria del catalizador que provoca el paso a la inyección

## Versiones de gasolina

### JxR (2.0L)
El JxR tiene una cilindrada de 1995 cm³, con un diámetro de 88.0 mm y una carrera de 82.0 mm.
| Versión | Código interno | Distribución       | Relación de compresión | Potencia máxima   | Par motor         | Alimentación                                 | Catalizador | Normativa de anticontaminación | Usos                                   |
| ------- | -------------- | ------------------ | ---------------------- | ----------------- | ----------------- | -------------------------------------------- | ----------- | ------------------------------ | -------------------------------------- |
| J5R     | 716, 726       | 8 válvulas (SOHC)  |                        | 80 CV             |                   | Carburación                                  | No          | Euro 0                         | Renault Trafic I                       |
| J5R     | 718, 728       | 8 válvulas (SOHC)  |                        | 80 CV             |                   | Carburación                                  | No          | Euro 0                         | Renault Master I                       |
| J5R     | 829            | 8 válvulas (SOHC)  | 9.2: 1                 | 83 CV @ 5000 rpm  | 147 Nm @ 2750 rpm | Carburación                                  | No          | Euro 0                         | Cournil SCE15/25 Auverland SC          |
| J6R     | 829            | 8 válvulas (SOHC)  | 9.2: 1                 | 109 CV @ 5500 rpm | 169 Nm @ 3000 rpm | Carburación de doble cuerpo                  | No          | Euro 0                         | Renault 20                             |
| J6R     | 829            | 8 válvulas (SOHC)  | 9.2: 1                 | 109 CV @ 5500 rpm | 163 Nm @ 3000 rpm | Carburación de doble cuerpo                  | No          | Euro 0                         | Renault Fuego Renault Espace I         |
| J6R     | 829            | 8 válvulas (SOHC)  | 9.2: 1                 | 104 CV @ 5000 rpm | 163 Nm @ 3000 rpm | Carburación de doble cuerpo                  | No          | Euro 0                         | Renault 20                             |
| J6R     | 829            | 8 válvulas (SOHC)  | 9.2: 1                 | 104 CV @ 5500 rpm | 160 Nm @ 3250 rpm | Carburación de doble cuerpo                  | No          | Euro 0                         | Renault 18                             |
| J6R     | 762            | 8 válvulas (SOHC)  | 9.2: 1                 | 103 CV @ 5500 rpm | 163 Nm @ 3000 rpm | Carburación de doble cuerpo                  | No          | Euro 0                         | Renault 25 Renault Espace I            |
| J6R     | 829A5          | 8 válvulas (SOHC)  | 9.2: 1                 | 106 CV @ 5500 rpm | 166 Nm @ 3250 rpm | Carburación de doble cuerpo                  | No          | Euro 0                         | Citroën CX                             |
| J7R     | 750            | 8 válvulas (SOHC)  | 10.0: 1                | 120 CV @ 5500 rpm | 168 Nm @ 4500 rpm | Inyección multipunto Renix                   | No          | Euro 0                         | Renault 21 Renault 25 Renault Espace I |
| J7R     | 732            | 8 válvulas (SOHC)  | 9.2: 1                 | 107 CV @ 5000 rpm | 159 Nm @ 2500 rpm | Inyección multipunto Renix                   | Si          | Euro 1                         | Renault Safrane                        |
| J7R     | 732            | 8 válvulas (SOHC)  | 9.2: 1                 | 103 CV @ 5250 rpm | 159 Nm @ 2500 rpm | Inyección multipunto Renix                   | Si          | Euro 1                         | Renault Espace II                      |
| J7R     | ZEJ            | 8 válvulas (SOHC)  | 9.2: 1                 | 110 CV @ 5250 rpm | 168 Nm @ 4000 rpm | Inyección multipunto BOSCH                   | No          | Euro 0                         | Peugeot 505                            |
| J7R     | 720, 726       | 12 válvulas (SOHC) | 9.3: 1                 | 140 CV @ 6000 rpm | 176 Nm @ 4300 rpm | Inyección multipunto                         | No          | Euro 0                         | Renault 25 TI/TXI                      |
| J7R     | 740            | 12 válvulas (SOHC) | 9.3: 1                 | 140 CV @ 6000 rpm | 176 Nm @ 4300 rpm | Inyección multipunto                         | No          | Euro 0                         | Renault 21 TXI                         |
| J7R     | 754            | 12 válvulas (SOHC) | 9.3: 1                 | 135 CV @ 6000 rpm | 174 Nm @ 4300 rpm | Inyección multipunto                         | Si          | Euro 1                         | Renault 21 TXI                         |
| J7R     | 734, 760       | 12 válvulas (SOHC) | 9.2: 1                 | 132 CV @ 6000 rpm | 170 Nm @ 4500 rpm | Inyección multipunto                         | Si          | Euro 1                         | Renault Safrane                        |
| J7R     | 752            | 8 válvulas (SOHC)  | 8.0: 1                 | 175 CV @ 5200 rpm | 270 Nm @ 3000 rpm | Inyección multipunto Renix, turbo Garrett T3 | No          | Euro 0                         | Renault 21 Turbo                       |
| J7R     | 756            | 8 válvulas (SOHC)  | 8.5: 1                 | 162 CV @ 5500 rpm | 260 Nm @ 3000 rpm | Inyección multipunto Renix, turbo Garrett T3 | Si          | Euro 1                         | Renault 21 Turbo                       |

### JxT (2.2L)
El JxR tiene una cilindrada de 2165 cm³, con un diámetro de 88.0 mm y una carrera de 89.0 mm.
| Versión | Código interno | Distribución       | Relación de compresión | Potencia máxima   | Par motor         | Alimentación                        | Catalizador             | Normativa de anticontaminación | Usos                       |
| ------- | -------------- | ------------------ | ---------------------- | ----------------- | ----------------- | ----------------------------------- | ----------------------- | ------------------------------ | -------------------------- |
| J6T     | J6TA5          | 8 válvulas (SOHC)  | 9.8: 1                 | 115 CV @ 5600 rpm | 178 Nm @ 3250 rpm | Carburación de doble cuerpo         | No                      | Euro 0                         | Citroën CX                 |
| J6T     |                | 8 válvulas (SOHC)  | 9.8: 1                 | 115 CV @ 5600 rpm | 178 Nm @ 3250 rpm | Carburación de doble cuerpo         | No                      | Euro 0                         | Renault 20                 |
| J7T     | 600            | 8 válvulas (SOHC)  |                        | 100 CV            |                   | Inyección multipunto                | No                      | Euro 0                         | Renault Trafic             |
| J7T     | 780            | 8 válvulas (SOHC)  |                        | 95 CV             |                   | Inyección multipunto                | Si                      | Euro 1                         | Renault Trafic             |
| J7T     | 770            | 8 válvulas (SOHC)  | 9.2: 1                 | 110 CV @ 5000 rpm | 174 Nm @ 3500 rpm | Inyección multipunto Renix          | No                      | Euro 0                         | Renault Espace I           |
| J7T     | 770            | 8 válvulas (SOHC)  | 9.2: 1                 | 110 CV @ 5000 rpm | 170 Nm @ 3500 rpm | Inyección multipunto Renix          | Si                      | Euro 1                         | Renault 21 Renault Safrane |
| J7T     | 772            | 8 válvulas (SOHC)  | 9.2: 1                 | 107 CV @ 5000 rpm | 170 Nm @ 3500 rpm | Inyección multipunto Siemens-Bendix | No (Euro 0) Si (Euro 1) | Euro 0, Euro 1                 | Renault Espace II          |
| J7T     | 708, 733       | 8 válvulas (SOHC)  | 9.8: 1                 | 123 CV @ 5250 rpm | 182 Nm @ 2750 rpm | Inyección multipunto Renix          | No                      | Euro 0                         | Renault 25                 |
| J7T     | 760            | 12 válvulas (SOHC) | 9.2: 1                 | 140 CV @ 5750 rpm | 186 Nm @ 4500 rpm | Inyección multipunto Bendix         | Si                      | Euro 1                         | Renault 18                 |
| ZDJ     | ZDJ-K          | 8 válvulas (SOHC)  | 9.2: 1                 | 117 CV @ 5250 rpm | 186 Nm @ 3500 rpm | Inyección mecánica BOSCH K-Jetronic | No                      | Euro 0                         | Peugeot 505 STI            |
| ZDJ     | ZDJ-L          | 8 válvulas (SOHC)  | 9.8: 1                 | 130 CV @ 5750 rpm | 185 Nm @ 4250 rpm | Inyección BOSCH L-Jetronic          | No                      | Euro 0                         | Peugeot 505 GTI            |

## Versiones diésel

### J8S (2.1L)
El J8S tiene una cilindrada de 2068 cm³, con un diámetro de 86.0 mm y una carrera de 89.0 mm.
| Versión | Código interno | Distribución      | Relación de compresión | Potencia máxima  | Par motor         | Alimentación                       | Catalizador             | Normativa de anticontaminación | Usos                                                                                   |
| ------- | -------------- | ----------------- | ---------------------- | ---------------- | ----------------- | ---------------------------------- | ----------------------- | ------------------------------ | -------------------------------------------------------------------------------------- |
| J8S     | 852            | 8 válvulas (SOHC) | 21.5: 1                | 64 CV @ 4500 rpm | 124 Nm @ 2250 rpm | Inyección indirecta                | No                      | Euro 0                         | Renault 20 Renault 25                                                                  |
| J8S     | 852            | 8 válvulas (SOHC) | 21.5: 1                | 68 CV @ 4500 rpm | 127 Nm @ 2250 rpm | Inyección indirecta                | No                      | Euro 0                         | Renault 18 Renault 21                                                                  |
| J8S     | 736            | 8 válvulas (SOHC) | 21.5: 1                | 70 CV @ 4500 rpm | 133 Nm @ 2250 rpm | Inyección indirecta                | No (Euro 0)             | Euro 0                         | Renault 25                                                                             |
| J8S     | 736            | 8 válvulas (SOHC) | 21.5: 1                | 72 CV @ 4500 rpm | 133 Nm @ 2250 rpm | Inyección indirecta                | No (Euro 0) Si (Euro 1) | Euro 0, Euro 1                 | Renault 21                                                                             |
| J8S     | 852-10         | 8 válvulas (SOHC) | 21.5: 1                | 85 CV @ 4250 rpm | 181 Nm @ 2000 rpm | Inyección indirecta, turbo Garrett | No                      | Euro 0                         | Renault 25 Renault 30                                                                  |
| J8S     | 852-10         | 8 válvulas (SOHC) | 21.5: 1                | 88 CV @ 4250 rpm | 182 Nm @ 2000 rpm | Inyección indirecta, turbo Garrett | No (Euro 0) Si (Euro 1) | Euro 0, Euro 1                 | Renault 20 Renault 21 Renault Espace I Renault Espace II Renault Trafic Renault Master |
| J8S     | 852-700        | 8 válvulas (SOHC) | 21.5: 1                | 88 CV @ 4250 rpm | 182 Nm @ 2000 rpm | Inyección indirecta, turbo Garrett | No                      | Euro 0                         | Renault Fuego                                                                          |
| J8S     | 760            | 8 válvulas (SOHC) | 21.0: 1                | 90 CV @ 4250 rpm | 192 Nm @ 2000 rpm | Inyección indirecta, turbo Garrett | Si                      | Euro 1                         | Renault Safrane                                                                        |
| J8S     | 121            | 8 válvulas (SOHC) | 21.5: 1                | 81 CV @ 4000 rpm | 180 Nm @ 2250 rpm | Inyección indirecta, turbo Garrett | No (Euro 0) Si (Euro 1) | Euro 0, Euro 1                 | Jeep Cherokee XJ                                                                       |
| J8S     | 610            | 8 válvulas (SOHC) | 21.0: 1                | 92 CV @ 4250 rpm | 190 Nm @ 2000 rpm | Inyección indirecta, turbo         | Si                      | Euro 1                         | Renault Espace II                                                                      |